# Tòa nhà Tuntex Sky (Cao Hùng)
Tháp Tuntex Sky (tiếng Trung: 高雄85大樓), còn được gọi là T & C Tower hay 85 SKYTOWER (tiếng Anh: The Tuntex & Chien-Tai Tower), là một nhà chọc trời cao 85 tầng ở quận Linh Nhã, thành phố Cao Hùng, Đài Loan. Chiều cao kết cấu là 347 m, 378 m nếu tính cả cột ăng ten trên đỉnh. Tháp Tuntex Sky được xây từ năm 1994 đến 1996, mở cửa vào năm 1997, là nhà chọc trời cao nhất Đài Loan từ khi mở cửa năm 1997 đến năm 2004, khi nhà chọc trời Taipei 101 được xây xong. Trước đó, nhà cao nhất Đài Loan là Tháp Shin-Kong Life.

## Liên kết
- Tuntex Sky Tower trênn CTBUH Skyscraper Center
- Emporis
- Tuntex & Chien-Tai Tower trên trang Structurae
- Dữ liệu địa lý liên quan đến Tòa nhà Tuntex Sky (Cao Hùng) tại OpenStreetMap